# 443
El 443 (CDXLIII) fou un any comú començat en divendres del calendari julià.

## Esdeveniments
- Els burgundis es tornen plenament sedentaris.
- Tractat de pau entre els romans d'Orient i els huns.
- Isdigerdes II inicia una campanya contra els kidarites.